# Gran Premio Mungia-Memorial Agustin Sagasti
El Gran Premio Mungia-Memorial Agustín Sagasti es una prueba ciclista de categoría amateur internacional que se celebra en Munguía (Vizcaya, España) y sus alrededores. Su nombre se debe al exciclista vasco Agustín Sagasti. 
Se comenzó a disputar en 2011 y está organizada por la Sociedad Ciclista Valentín Uriona. A pesar de sus pocas ediciones la carrera ha conseguido cierto prestigio debido a que todos sus ganadores han conseguido debutar como profesional.

## Palmarés
| Año       | Ganador                 | Segundo         | Tercero              |
| --------- | ----------------------- | --------------- | -------------------- |
| 2011      | Jordi Simón             | Jesús Herrero   | Víctor Martín        |
| 2012      | André Miguel Mourato    | Jesús del Pino  | Mario González       |
| 2013      | Beñat Txoperena         | Sergei Vdovin   | Loic Chetout         |
| 2014      | Francesc Zurita         | Alain González  | Esteven Calderón     |
| 2015      | Daniel Lopez            | Óscar Pelegrí   | Juan José Tamayo     |
| 2016      | Óscar Linares           | Sergio Vega     | Xuban Errazkin       |
| 2017      | Juan Pedro López        | Jaume Sureda    | Eduardo Llacer       |
| 2018      | Miguel Ángel Fernández  | Raúl Rota       | Miguel Alcaide       |
| 2019      | Santiago Mesa           | Alex Jaime      | Francisco Galván     |
| 2020-2021 | no se disputó           | no se disputó   | no se disputó        |
| 2022      | Andrew Vollmer          | Ilia Schegolkov | Pablo Ara            |
| 2023      | Sergio Gutiérrez Vargas | Unai Aznar      | Pablo García Francés |

## Palmarés por países
| País           | Victorias |
| -------------- | --------- |
| España         | 6         |
| Portugal       | 1         |
| Colombia       | 1         |
| Estados Unidos | 1         |